# 40 Graus
"40 Graus" é um single lançado em 2000 pela banda Twister. Essa canção obteve uma boa repercussão nas rádios (alcançou o primeiro lugar nas paradas de sucesso) e ganhou videoclipe.
Por conta dessa música, o Twister é considerado uma One-hit wonder.

## Prêmios e Indicações
| Ano  | Prêmio                 | Categoria            | Resultado | Ref.  |
| ---- | ---------------------- | -------------------- | --------- | ----- |
| 2001 | MTV Video Music Brasil | Escolha da Audiência | Indicado  | [ 3 ] |